# 保亭近腹吸鳅
保亭近腹吸鳅（学名：Plesiomyzon baotingensis）为平鳍鳅科近腹吸鳅属的鱼类。在中国，分布于海南岛陵水水系册溪小支流中等。该物种的模式产地在海南岛保亭，陵水水系。
其种加词“baotingensis”意为模式产地在海南保亭。